# Hydrozyklon

Schnittdarstellung eines Hydrozyklons

Hydrozyklone sind Fliehkraftabscheider für Flüssiggemische. Mit Hydrozyklonen werden in Suspensionen enthaltene Feststoffpartikel abgetrennt oder klassiert. Ebenso werden Emulsionen getrennt, wie z. B. Öl-Wasser-Gemische.
Zyklone für Gase werden im Hauptartikel Fliehkraftabscheider behandelt.

## Aufbau
Von Sonderformen abgesehen besteht ein Hydrozyklon aus folgenden Teilen:
- dem oberen, zylindrischen Segment mit dem
- tangentialen Zulauf,
- dem unteren, konischen Segment mit der
- Unterlauf- oder Apexdüse und
- dem Vortex-Finder (bzw. der Oberlaufdüse), in Form eines Tauchrohres, welches axial, von oben in das Innere des Zyklons ragt.

Die Bezeichnungen „oben“ und „unten“ gehen in diesem Fall vom Unterlauf (spezifisch schwerere Fraktion) und dem Oberlauf (spezifisch leichtere Fraktion) aus. Die tatsächliche Positionierung eines Hydrozyklons ist davon jedoch weitestgehend unabhängig, so finden durchaus auch horizontal eingebaute Hydrozyklone Anwendung.

## Funktionsweise
Durch den tangentialen Eintritt in das zylindrische Segment wird die Flüssigkeit auf eine Kreisbahn gezwungen und strömt in einem abwärtsgerichteten Wirbel nach unten. Durch die Verjüngung im konischen Segment kommt es zu einer Verdrängung von Volumen nach innen und zu einem Aufstau im unteren Bereich des Konus, was zur Bildung eines inneren, aufwärtsgerichteten Wirbels führt, der durch den Vortex-Finder bzw. die Oberlauföffnung entweicht. Ziel ist die Abscheidung der spezifisch schwereren Fraktion (z. B. Feststoff) an der Wand des Zyklons und somit der Austrag durch den Unterlauf, während die spezifisch leichtere Fraktion durch den Oberlauf entweicht.
Die vorherrschenden Strömungen bzw. Strömungsgeschwindigkeiten sind somit:
- die vertikale Strömungsgeschwindigkeit, die im äußeren Bereich nach unten und im inneren Bereich nach oben gerichtet ist. Sie führt Materiale somit entweder der Ober- oder der Unterlauföffnung zu. Der Bereich oder die Fläche, in der die vertikale Geschwindigkeitskomponente gleich „null“ ist, wird als „locus of zero vertikal velocity“ (LZVV auch mantle) oder conical classification surface bezeichnet.

- die tangentiale Strömungsgeschwindigkeit der Kreisbahn, die anders als bei einer Festkörperrotation (Wirbelströmung), mit sinkendem Radius zunimmt. Die tangentiale Geschwindigkeit ist verantwortlich für die wirkende Fliehkraft.

- Und die radiale Strömungsgeschwindigkeit, welche durch die Verdrängung von Volumen nach innen entsteht. Die durch sie wirkende Strömungskraft wirkt entgegen der Fliehkraft.

Hinzu kommen Turbulenzen und Partikelinteraktionen, die ebenfalls Einfluss auf die Trennung nehmen.
Das Grundprinzip des Trenn- und Klassiereffekts wird durch das Zusammenspiel der Flieh- und Strömungskräfte beschrieben. Während auf große Partikel die Fliehkraft stärker ist und diese somit nach außen zur Zyklonwand abgeschieden werden, ist bei kleinen Partikeln, aufgrund ihrer höheren spezifischen Oberfläche, die Kraft der Strömung auf die Partikel (Widerstandskraft) von gehobener Bedeutung. Dies führte unter anderem zur Equilibrium-Orbit-Theorie, bei der jeder Partikelgröße ein Radius zugeordnet wird, auf dem die wirkenden Kräfte im Gleichgewicht stehen. Mit Hilfe dieser einfachen Theorie wurde versucht, den Trenneffekt (Trennkorngröße, Trennungsgrad) vorherzusagen. Die tatsächlich vorliegenden Bedingungen sind jedoch weitaus komplizierter, so dass es selbst mit modernen, numerischen, Software gestützten Methoden nicht möglich ist, die Trennleistung eines Zyklons vorherzusagen. Gute Ergebnisse werden hier bisher lediglich für Suspensionen geringen Feststoffgehaltes (ca. 1 Vol.-%) erzielt. Weitere Theorien und Ansätze zur Beschreibung der Trennung sind unter anderem die Residence-Time-Theorie, die Crowding-Theorie und die Turbulent-Two-Phase-Flow-Theorie.
Siehe dazu auch die Entstehung von Goldseifen und Mäandern in Flussbetten. Das genaue Prinzip hat Albert Einstein 1926 anhand des Phänomens, dass sich Teeblätter beim Umrühren des Tees entgegen der Zentrifugalkraft in der Mitte ansammeln, als „reibungsbedingte Sekundärzirkulation“ durch Abbremsung der Strömung am Rande des Flussbettes erkannt und veröffentlicht (die Problematik ist auch bekannt als „Schrödingers Teeblätter“, der Effekt beeinflusst auch den Ekman-Transport).

## Druckdifferenz
Bei der Druckdifferenz oder dem Druckverlust ist im Fall von Hydrozyklonen der Druckunterschied zwischen dem Zulauf und dem Oberlauf gemeint. Der Gegendruck in einem Hydrozyklon entsteht durch die tangentiale Geschwindigkeit und die daraus resultierende Fliehkraft. Der Druckunterschied zur inneren Region des Wirbels kennzeichnet somit auch den Geschwindigkeitsgradienten von den inneren zu den äußeren Regionen des Wirbels. Eine höhere Druckdifferenz hat somit auch eine Steigerung der Effizienz bzw. eine Reduzierung der Trennkorngröße zur Folge.

## Anomalien des Trenneffekts
Wie bereits beschrieben wird der Trenneffekt maßgeblich durch die vorherrschenden Strömungen bestimmt. Dies führt auch zu einigen Anomalien, die bei einer Klassierung auftreten können.
Dazu gehört z. B. der Abstand der Trenngradkurve zur Nulllinie, der durch eine gleichmäßige Dispergierung feiner Partikel im Fluid hervorgerufen wird. Normalerweise strebt die Trenngradkurve für feine Partikel gegen Null, da diese mit dem Feingut abgeschieden werden. Bei Hydrozyklonen jedoch sorgt die gleichmäßige Dispergierung des Feinkorns für eine Teilung dieser Korngrößenklassen gemäß der Teilung des Volumenstroms. Sprich: Feinkorn wird in dem Anteil mit dem Grobkorn ausgeschieden, wie der Volumenstrom zwischen Ober- und Unterlauf geteilt wird (Volumenstromverhältnis).
Eine weitere auftretende Anomalie ist der sog. Fish-Hook-Effekt, dessen Herkunft noch nicht restlos aufgeklärt ist. Er bezieht sich auf einen Anstieg der Trenngradkurve im Feinkornbereich, über den Wert des Volumenstromverhältnisses hinaus. Neuere Untersuchungen deuten darauf hin, dass es sich hierbei um Partikel-Interaktionen handelt, bei denen feine Partikel im „Fahrwasser“ grober Partikel mitgerissen werden.
Kurzschlussströmungen sind Strömungen, die den Wirbel umgehen und direkt in die, durch den Vortex-Finder entweichende Strömung münden. Sie können somit immer einen Teil des Feststoffs und Grobguts mit dem Feingut, durch den Oberlauf mitführen. Sie können jedoch durch bauartliche Veränderungen am Vortex-Finder beeinflusst werden.
Siehe auch:
- Hydrozyklonverfahren